# Paloma Schmidt
Paloma Schmidt Gutiérrez (Lima, 24 de enero de 1987) es una regatista peruana. Estudió biología en la Universidad Nacional Agraria La Molina dedicándose luego al deporte.
Compitió en la clase láser radial femenino en los Juegos Olímpicos de 2008, Londres 2012 y Río de Janeiro 2016.

## Resultados internacionales
| Año  | Competición          | Lugar                  | Puesto | Evento       | Puntos |
| ---- | -------------------- | ---------------------- | ------ | ------------ | ------ |
| 2008 | Juegos Olímpicos     | Pekín, China           | 26.º   | Láser radial | 163    |
| 2012 | Juegos Olímpicos     | Londres, Reino Unido   | 39.º   | Láser radial | 310    |
| 2015 | Juegos Panamericanos | Toronto, Canadá        | 9.º    | Láser radial | 80     |
| 2016 | Juegos Olímpicos     | Río de Janeiro, Brasil | 31.º   | Láser radial | 248    |